# 天网行动
《天网行动》（英語：Skynet Action），2019年中国刑侦剧。由霍政谚、朱研、谭峰、朱一龙领衔主演，优酷视频于2019年3月12日首播。

## 播出时间
| 频道     | 所在地   | 播映日期      | 播出时间 | 备注 |
| -------- | -------- | ------------- | -------- | ---- |
| 优酷视频 | 中国大陆 | 2019年3月12日 |          |      |

## 演员列表

### 主要演员
| 演員   | 角色   | 介紹 |
| 霍政谚 | 赵一阳 |      |
| 朱研   | 齐晨   |      |
| 谭峰   | 尹志强 |      |
| 朱一龙 | 庞嘉   |      |

### 其他演员
| 演員   | 角色   | 介紹         |
| 董妮娜 | 米粒   |              |
| 王春妹 | 王优美 |              |
| 赵洪纪 | 林利民 |              |
| 周子茵 | 林佳瑞 |              |
| 张德晖 | 张鹏   | 本剧中大反派 |

## 事件
该片播出期间，剧中出现的大反派张鹏（张德晖饰）的手机号码为139开头，尾号为2888的号码，但在现实中为浙江嘉兴沈姓老板的手机号码，导致大批观众纷纷致电该号码骚扰。有律师称，此行为侵犯其隐私权。